# Стотоник Вилиџ (Аризона)
Стотоник Вилиџ (енгл. Stotonic Village) насељено је место без административног статуса у америчкој савезној држави Аризона.

## Демографија
По попису из 2010. године број становника је 659.
| Група             | 2000.    | 2010.      |
| Белци             | 0 (0,0%) | 7 (1,1%)   |
| Афроамериканци    | 0 (0,0%) | 4 (0,6%)   |
| Азијати           | 0 (0,0%) | 0 (0,0%)   |
| Хиспаноамериканци | 0 (0,0%) | 89 (13,5%) |
| Укупно            | 0        | 659        |